# Wan Li
Wan Li (ur. 1 grudnia 1916, zm. 15 lipca 2015) – chiński polityk i działacz państwowy.
Od 1936 roku członek KPCh, przez lata pracował w wiejskich rejonach Anhui i Hebei. W 1958 roku wybrany sekretarzem Komitetu Miejskiego KPCh w Pekinie. Współpracownik Liu Shaoqi i Peng Zhena, po rozpoczęciu rewolucji kulturalnej w 1966 roku został z tego powodu zdymisjonowany i poddany represjom. Po powrocie do polityki w 1971 roku związał się z Deng Xiaopingiem i wspierał jego reformatorskie działania. W 1977 roku wysłany jako delegat partii do prowincji Anhui rozpoczął likwidację komun ludowych i przebudowę lokalnego rolnictwa w oparciu o prywatną własność ziemi.
W latach 1977–1992 członek Komitetu Centralnego KPCh, 1982-1992 także jego Biura Politycznego. Od 1988 do 1993 roku przewodniczący Stałego Komitetu Ogólnochińskiego Zgromadzenia Przedstawicieli Ludowych. Współpracownik Hu Yaobanga, związany z liberalnym skrzydłem partii. Był skłócony z konserwatystami z obozu Chen Yuna, którzy w 1988 roku zablokowali jego promocję na stanowisko przewodniczącego ChRL (został nim Yang Shangkun). W 1989 roku solidaryzował się z protestującymi na placu Tian’anmen, przerwał wizytę w Stanach Zjednoczonych by wrócić do Pekinu i wspierać premiera Zhao Ziyanga w dialogu ze studentami.
Wielokrotnie opowiadał się za demokratyzacją systemu politycznego w Chinach. Po śmierci Zhao Ziyanga w 2005 roku dołączył do grupy działaczy partyjnych, która wystosowała apel o jego rehabilitację i uroczysty pochówek.